# 福尔米科拉
福尔米科拉（義大利語：Formicola），是意大利卡塞塔省的一个市镇。总面积17平方公里，人口1578人，人口密度92.8人/平方公里（2009年）。ISTAT代码为061035。